# Амирани (вулкан)
Амирани (лат. Amirani) — крупный активный вулкан на спутнике Юпитера Ио. Назван в честь героя грузинской мифологии Амирани, являющегося аналогом Прометея. Название было утверждено Международным астрономическим союзом в 1979 году.
Амирани расположен по координатам 25° с. ш. 115° з. д. / 25° с. ш. 115° з. д., на севере области Босфор, и является источником крупнейшего известного активного лавового потока во всей Солнечной системе. Активность Амирани сходна с активностью вулканов Прометей на Ио и Килауэа на Земле: это эффузивные извержения в различных местах вулкана, происходящие более или менее постоянно, но с изменяющейся интенсивностью.
Амирани был обнаружен на снимках космического аппарата «Вояджер-1» от марта 1979 года и впоследствии наблюдался КА «Галилео», изучавшим систему Юпитера с 1995 по 2003 год. Самые детальные его снимки имеют разрешение около 200 м/пиксель. Активность этого вулкана наблюдалась и с Земли, на обсерватории Кека.

## Строение
Амирани имеет полукруглую красноватую вулканическую впадину (патеру) длиной около 37 км, которая соединяется узким каналом с несколькими тёмными лавовыми потоками. Крупнейший из них (более 300 км в длину и в среднем 60 км в ширину) тянется на север, а второй по размеру (около 250 км в длину) — на запад. До появления детальных снимков активный западный конец второго потока считали самостоятельным вулканом. Он получил имя Мауи (не путать с патерой Мауи, находящейся на 50 км юго-западнее). По восточной половине Амирани радиально расходятся несколько намного более узких тёмных потоков.
На северо-востоке и северо-западе от Амирани есть и области, покрытые светлой лавой. Вероятно, в ней преобладает сера, тогда как в тёмной — силикаты. Самой высокой и самой низкой яркостью отличаются самые молодые потоки.
Амирани окружён округлым светлым ореолом отложений — вероятно, диоксидом серы, извержённым вверх и выпавшим обратно на поверхность. Этот ореол легко отличить от лавовых потоков по сильно размытым границам. Похожий ореол, но маленький и красный, окружает патеру в юго-западной части Амирани. Он вытянут от центра вулканического комплекса — вероятно, его «сдувает» более сильный поток белых выбросов. Белый цвет указывает на то, что выбросы состоят из относительно чистого SO2, а красный или жёлтый — на примесь какой-то аллотропной модификации серы.
Количество и местонахождение независимых активных центров Амирани неясно. Весьма вероятно, что основной источник лавы находится в месте схождения лавовых потоков, где расположен и центр светлого ореола. Но не исключено, что лава течёт из красноватой патеры на юго-западе. На это указывает то, что обычно места выхода силикатной лавы на Ио выглядят именно так. Вдоль поверхности лава распространяется, вероятно, в основном по трубкам.

## Активность
По данным инфракрасного спектрометра «Галилео», самые тёмные участки поверхности соответствуют «горячим точкам». Повышенной температурой отличаются северный поток, начало и конец западного и близлежащие патеры. Максимальная зарегистрированная температура составляет около 930 °C. Тепловыделение активных лавовых потоков Амирани по наблюдениям 2000 и 2001 года оценивают в 170±30 ГВт.
Над Амирани наблюдается султан выбросов, образующийся, вероятно, из-за испарения летучих веществ на поверхности при контакте с горячей силикатной лавой. «Вояджер-1» в 1979 году наблюдал султан высотой (в зависимости от области спектра) от 65 до 137 км, а «Вояджер-2» 4 месяца спустя — от 53 до 114 км. В ультрафиолетовых лучах он прослеживается до вдвое большей высоты, чем в видимых. С 1996 по 1999 год подобный султан наблюдал и «Галилео».
Активность вулкана видна и по изменениям его лавовых потоков, которые произошли между моментами съёмки «Галилео» в октябре 1999 и феврале 2000 года (за 134 дня). Новая лава была отмечена в 23 местах общей площадью около 620 км2. Если толщину её слоя принять равной 1—10 м, это даёт среднюю скорость излияния 50—500 м3/с. На основе данных о тепловыделении была получена оценка 34—56 м3/с.